# Yongdingmen

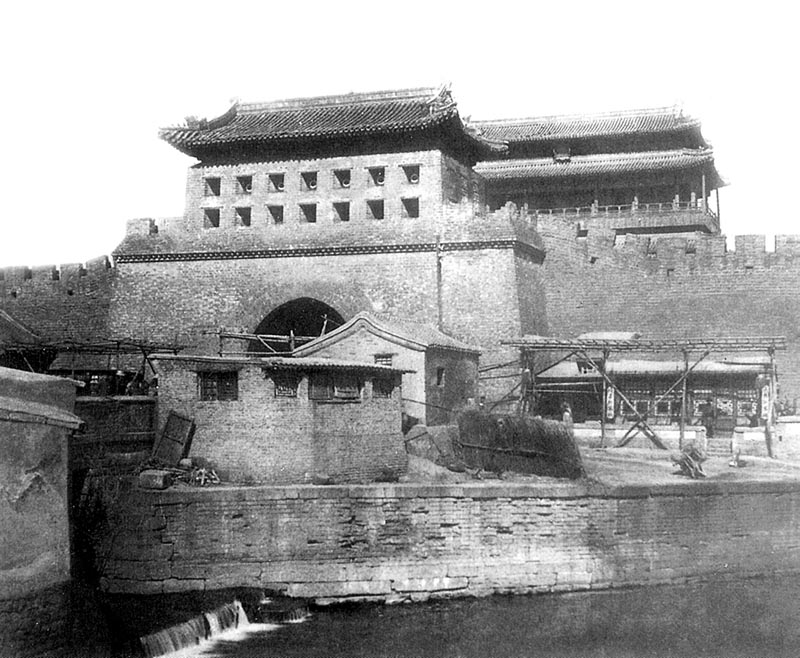
Yongdingmen 1922 (den revs 1958). Foto: Osvald Sirén

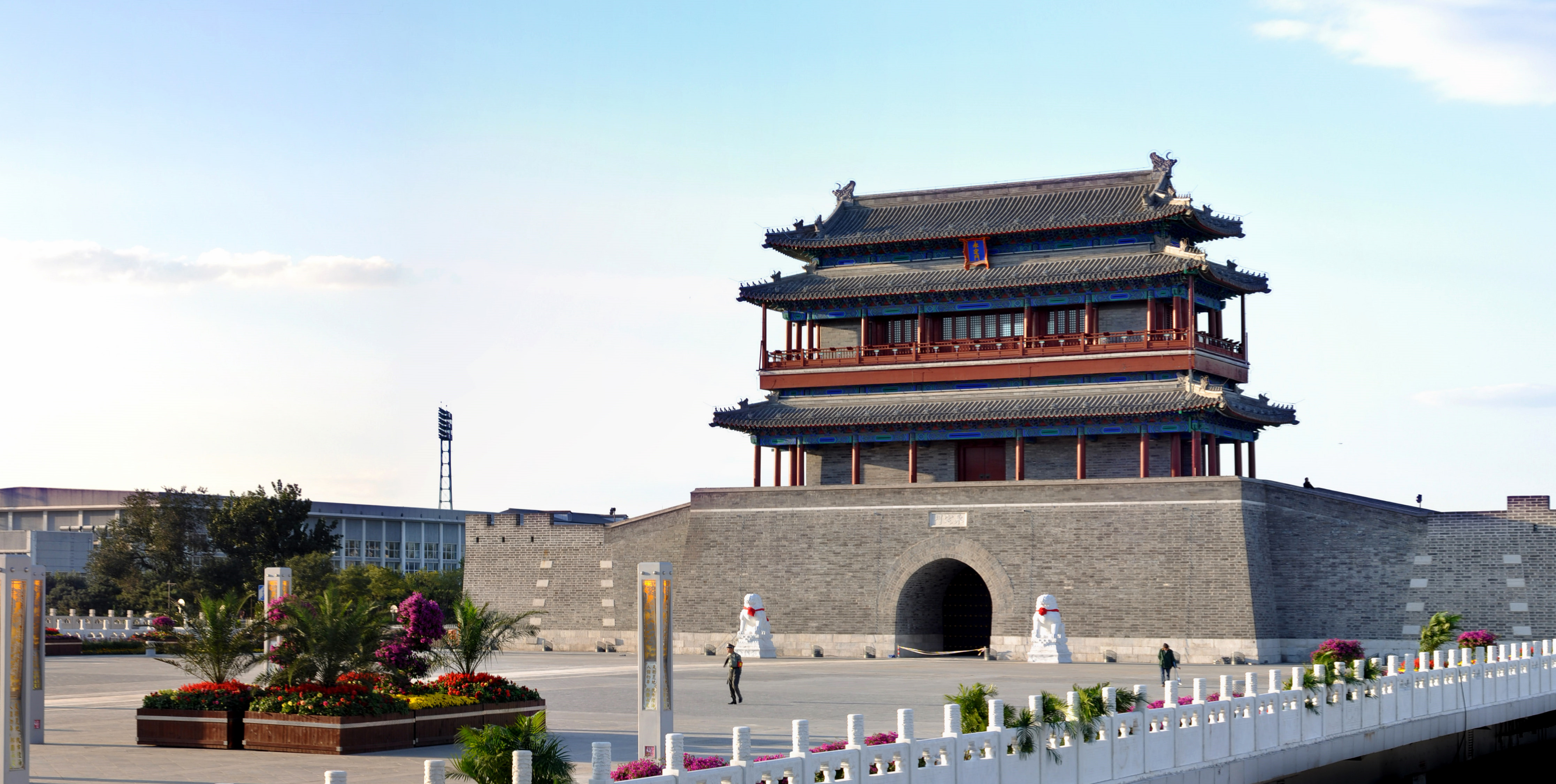
Den återuppbyggda Yongdingmen

Yongdingmen (永定门; 永定門; Yǒngdìngmén) eller Yongdingporten var under Mingdynastin Pekings centrala södra stadsport i den yttre muren. Yongdingmen är belägen knappt 4 km söder om Himmelska fridens torg vid södra Andra ringvägen och markerade södra slutet på den historiska nord- sydliga geometriska axel som löpte genom centrala Peking från Di'anmen i norr.
Yongdingmen byggdes ursprungligen 1553 i samband med att den yttre stadsmuren uppfördes och var den största porten i den yttre muren. 1957 alternativt 1958 revs Yongdingmen för att ge plats för vägbyggnation, men återuppbyggdes 2004. Den återuppbyggda Yongdingmen är placerad längs Pekings nord- sydliga centrala axel, men inte exakt på sin ursprungsplats.